# Saluhallen (Gotemburgo)
O Saluhallen ou Stora Saluhallen (em português Mercado ou Grande Mercado) é um edifício semelhante a uma estação ferroviária, situado junto à praça Kungstorget, no centro histórico de Gotemburgo, onde está instalado o maior mercado público da cidade. No seu interior é vendida uma grande variedade de queijos, charcutaria e peixe, assim como de frutas, legumes, cafés, chás, especiarias, etc... Existem ainda vários cafés e pequenos restaurantes, oferecendo especialidades locais, gregas, etc...
Foi erigido em 1888, em estilo jugend no exterior e estilo clássico no interior, tendo sido concebido pelo arquiteto Hans Hedlund.

## Galeria

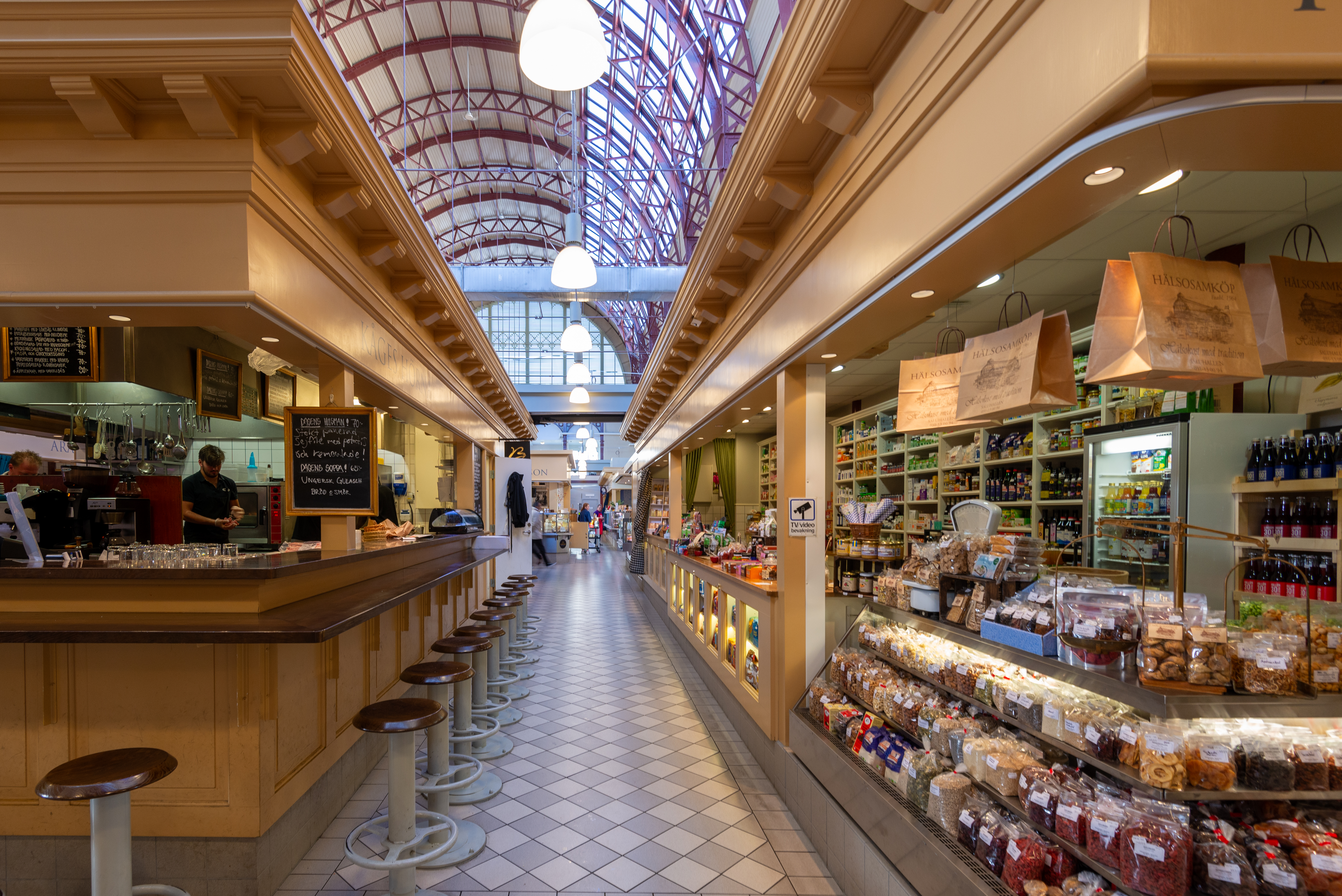
Interior do mercado
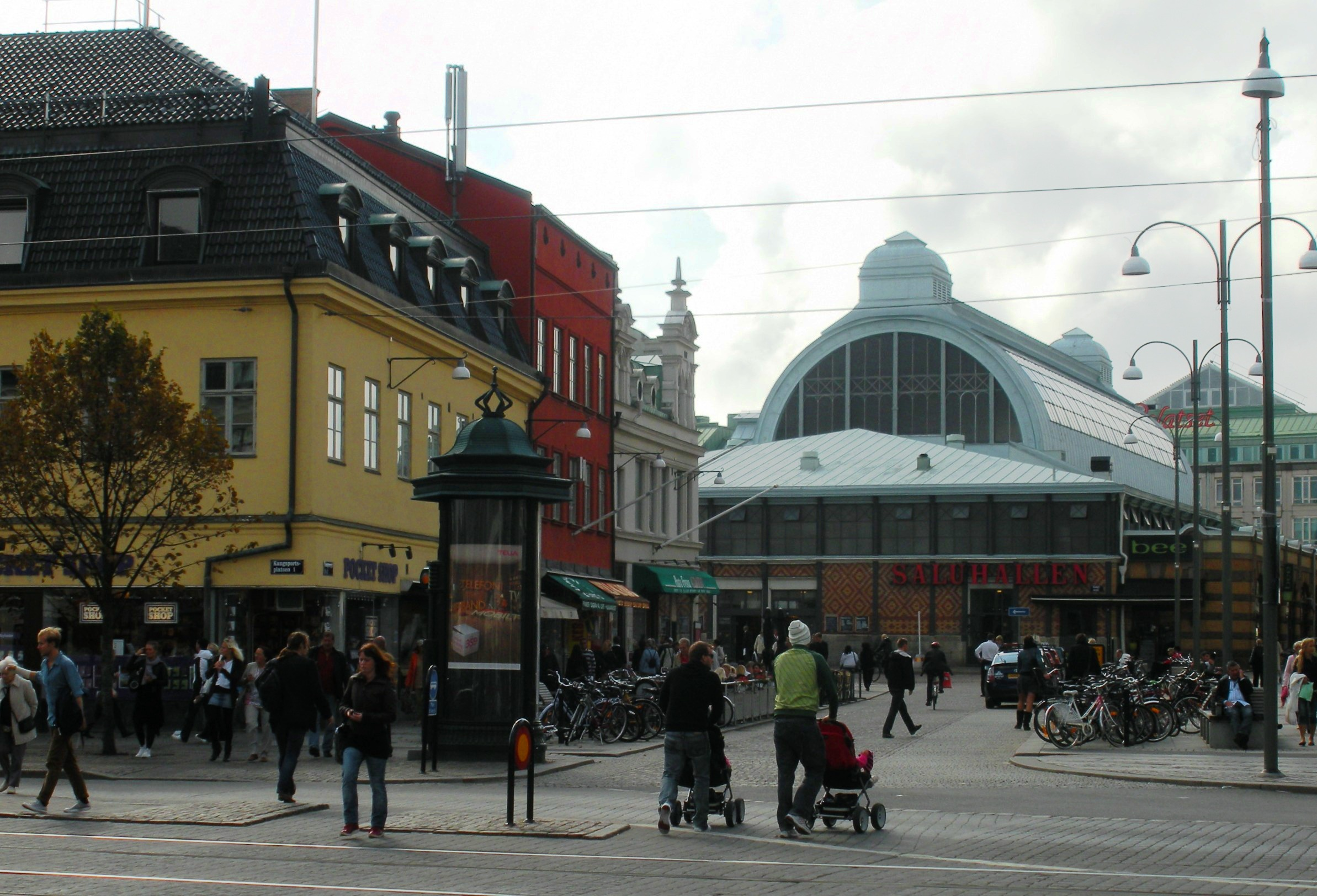
O mercado visto da Östra Hamngatan
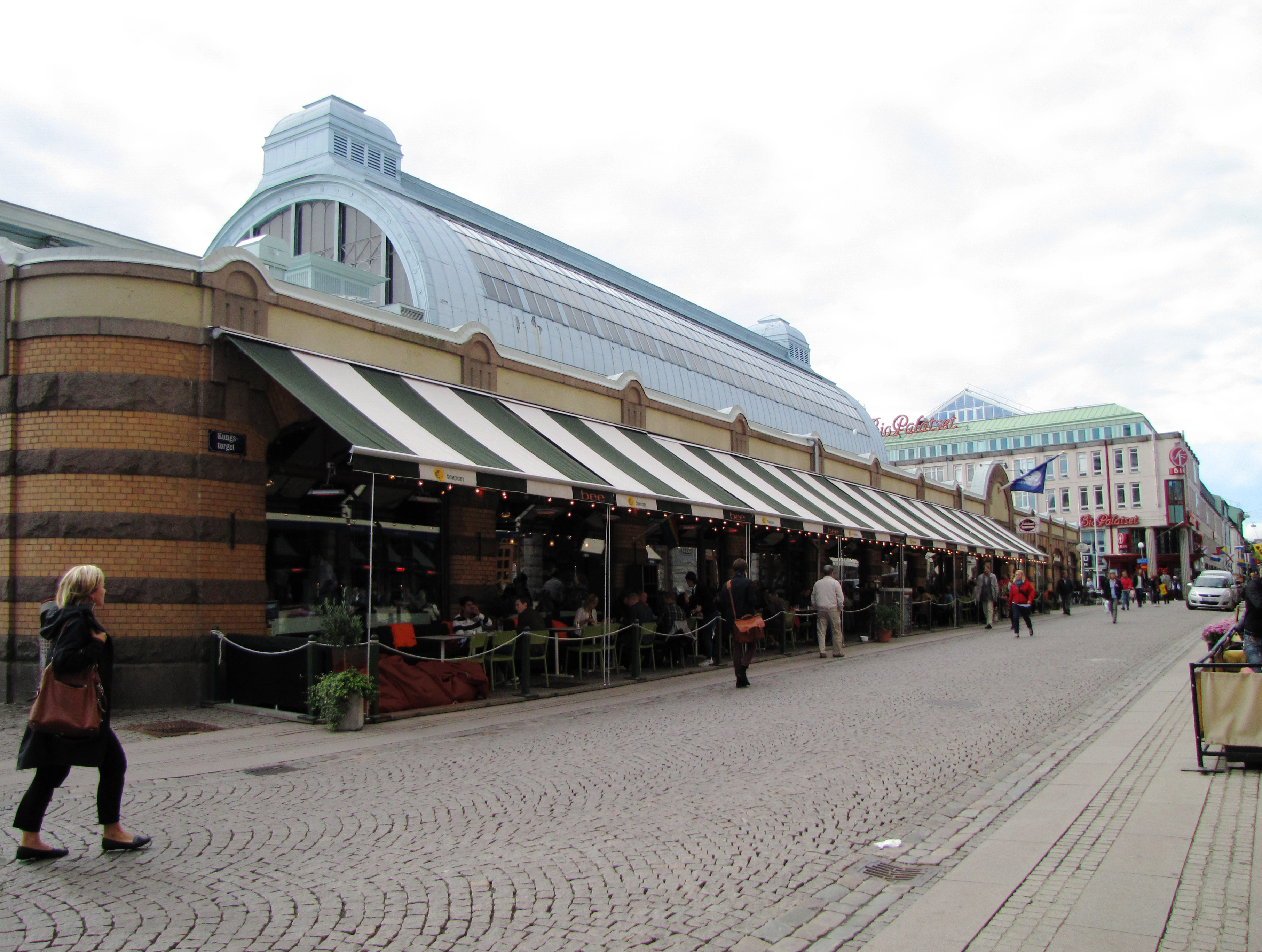
O mercado visto do lado norte
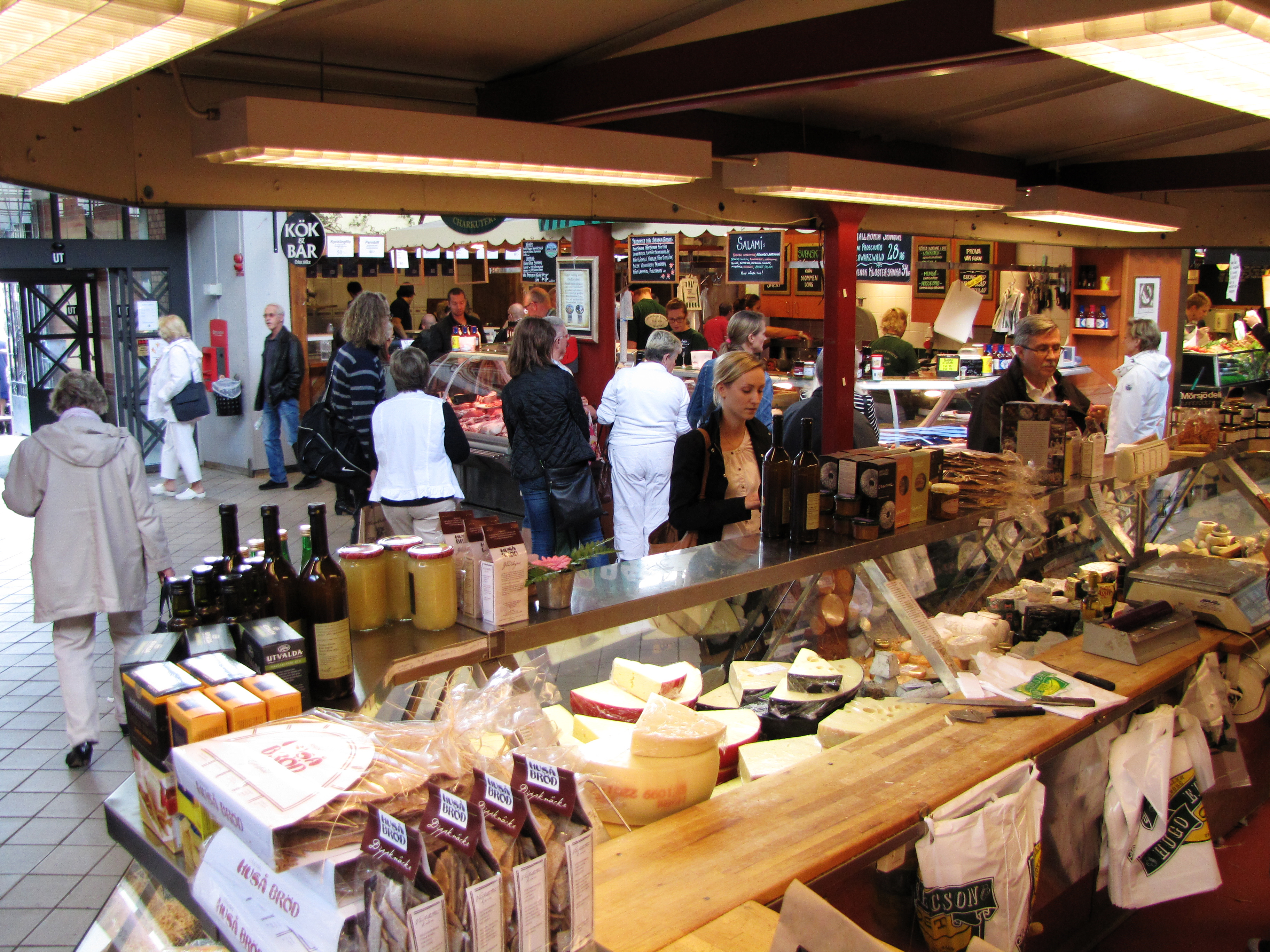
O comércio do mercado
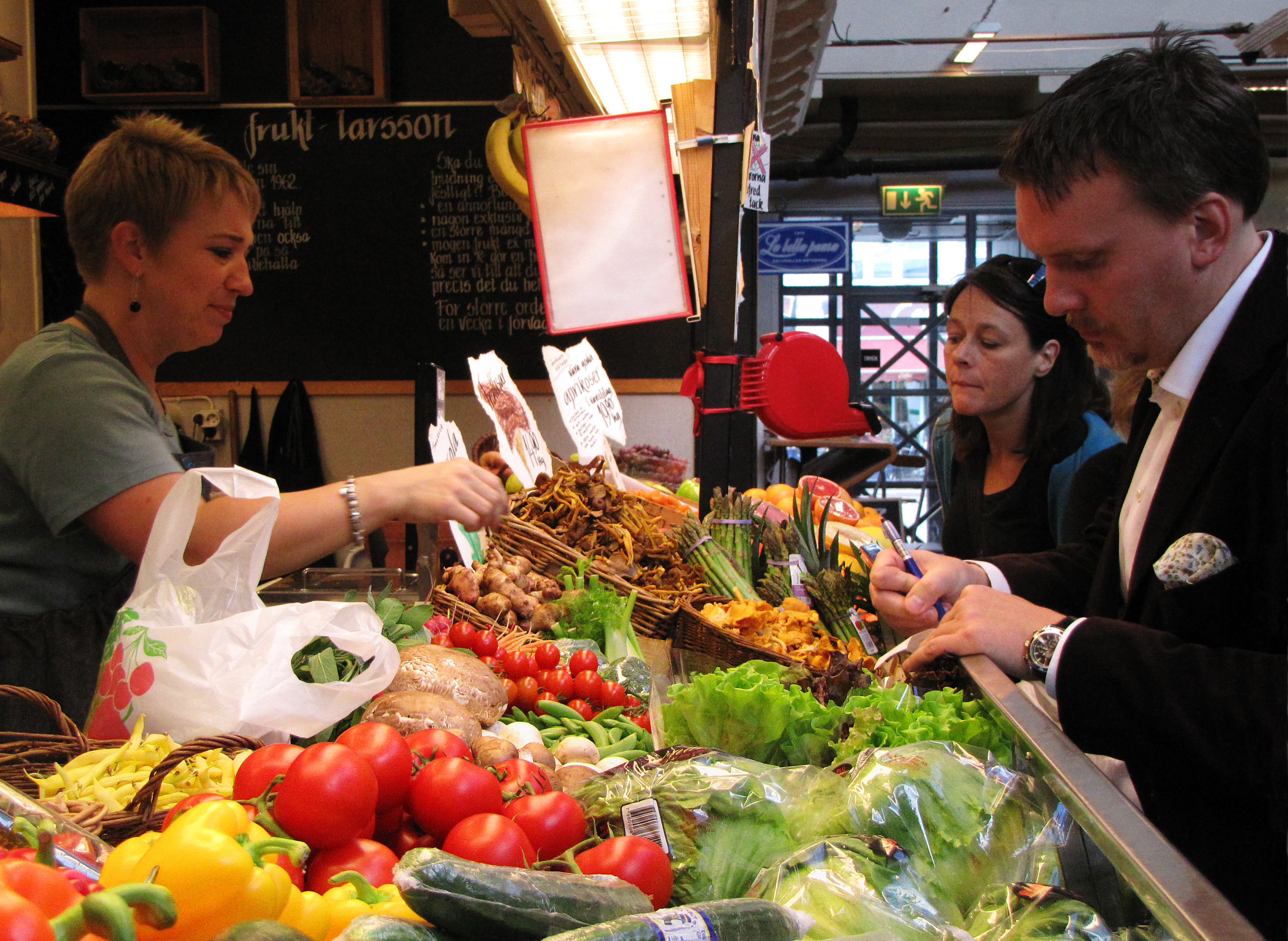
O comércio do mercado
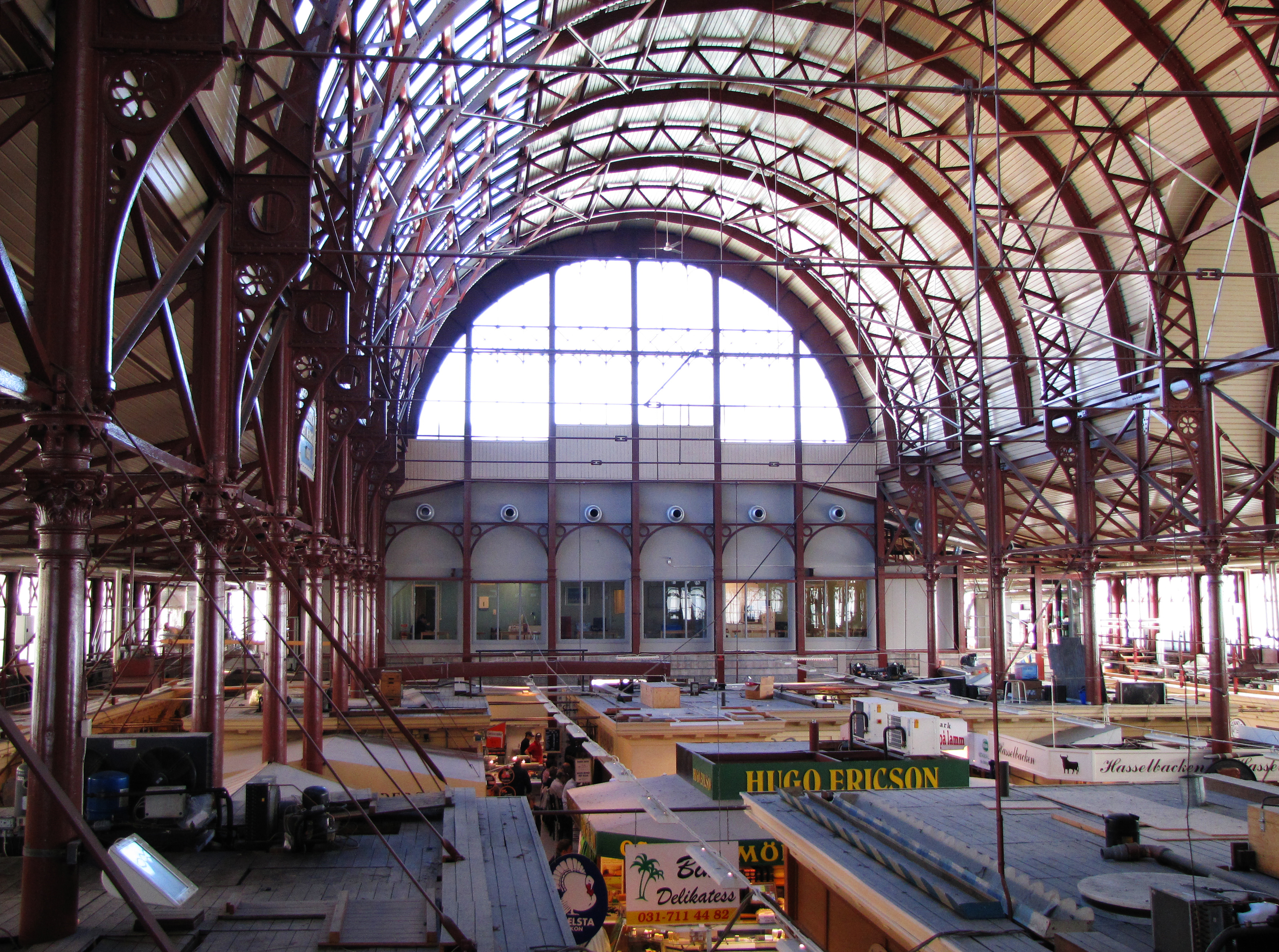
O teto do mercado